# خط لوله گاز مغرب–اروپا
خط لولهٔ گاز مغرب-اروپا (انگلیسی: Maghreb–Europe Gas Pipeline) خط لولهٔ انتقال گاز طبیعی به طول ۱٬۶۲۰ کیلومتر است، که از حاسی الرمل، در الجزایر آغاز شده و پس از گذر از مراکش و اسپانیا، در کشور پرتغال پایان می‌یابد. ظرفیت انتقال گاز طبیعی این خط لوله روزانه معادل ۴۰ میلیون متر مکعب می‌باشد.